# Municipalità locale di uMhlathuze
La municipalità locale di uMhlathuze (in inglese uMhlathuze Local Municipality) è una municipalità locale del Sudafrica appartenente alla municipalità distrettuale di King Cetshwayo, nella provincia di KwaZulu-Natal. In base al censimento del 2001 la sua popolazione è di 289.189 abitanti.
La sede amministrativa e legislativa è la città di Richards Bay e il suo territorio si estende su una superficie di 793 km² ed è suddiviso in 30 circoscrizioni elettorali (wards). Il suo codice di distretto è KZN282.

## Geografia fisica

### Confini
La municipalità locale di uMhlathuze confina a nord con quella di Mbonambi, a est e a sud con l'Oceano Indiano,a sud e a ovest con quella di Umlalazi e a ovest con quella di Ntambanana.

### Città e comuni
- Bejani
- Dube
- Empangeni
- Esikhawini
- Felixton
- Ichubo
- Khoza
- Kwambonambi Forest Reserve
- Mxhwanazi
- Mzingwenya
- Nkwanazi
- Nseleni
- Port Durnford
- Richards Bay
- Umlalazi Nature Reserve
- uMhlathuze
- Vulindlela
- Zungu/Madlebe

### Fiumi
- Okula
- Mhtatuzana
- Mlalazi
- Mhlatuze
- Nseleni
- Nsezi